# Régiment de Poly cavalerie
Das Régiment de Poly cavalerie war ein Regiment schwere Kavallerie im Königreich Frankreich. Aufgestellt aus Anlass des Devolutionskrieges, wurde es mit dem zunehmenden Nachlassen der französischen Beteiligung am Siebenjährigen Krieg wieder aufgelöst.

## Aufstellung und Namensänderungen
- 8. Juli 1667: Aufstellung als Régiment de Tilladet cavalerie
- 1679: Umbenennung in Régiment de Souvré cavalerie
- 5. April 1700: Umbenennung in Régiment de Beringhen cavalerie
- 15. März 1718: Umbenennung in Régiment de Conti cavalerie
- 1. Juni 1727: Umbenennung in Régiment du Chayla cavalerie
- 10. März 1734: Umbenennung in Régiment d’Ancezune cavalerie
- 21. Februar 1740: Umbenennung in Régiment du Rumain cavalerie
- 31. Januar 1749: Umbenennung in Régiment de Poly cavalerie
- 1. Dezember 1761: Auflösung und Eingliederung in das Régiment d’Escouloubre cavalerie

## Ausstattung

### Standarte
Das Regiment führte sechs Standarten von gelber Seide. Auf der Vorderseite war die königliche Sonne abgebildet, eingefasst mit Verzierungen, beides in Goldstickerei. Darüber das Band mit der Devise von König Ludwig XIV.: NEC PLURIBUS IMPAR.
Auf der Rückseite befand sich ein Quadrat mit abgeschrägten Ecken, in dem ein aufsteigender Adler abgebildet war. Darüber das Devisenband mit der Inschrift Nec terrent, nec morantur. Dies war alles in Silber gestickt. Ob die umlaufenden Fransen in Gold oder in Silber ausgeführt waren, ist unklar, es gibt widersprüchliche Angaben.

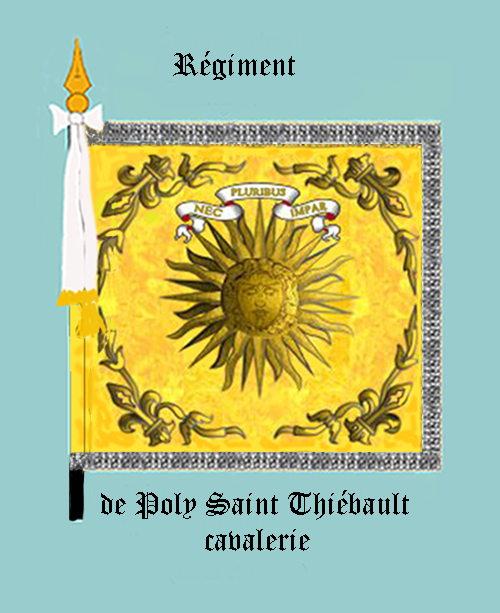
Régiment de Poly cavalerie, Vorderseite
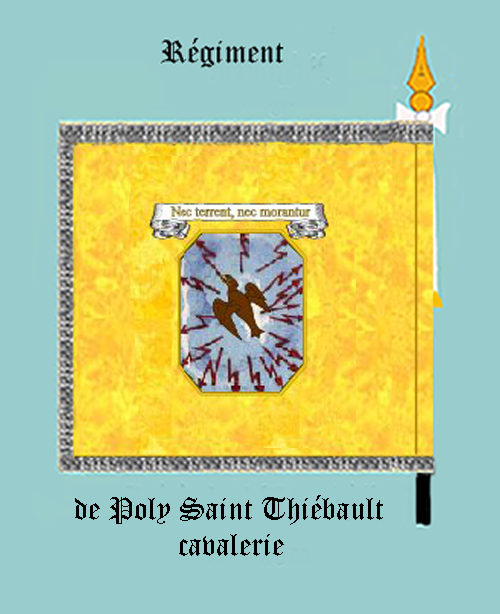
Régiment de Poly cavalerie, Rückseite

### Uniformen

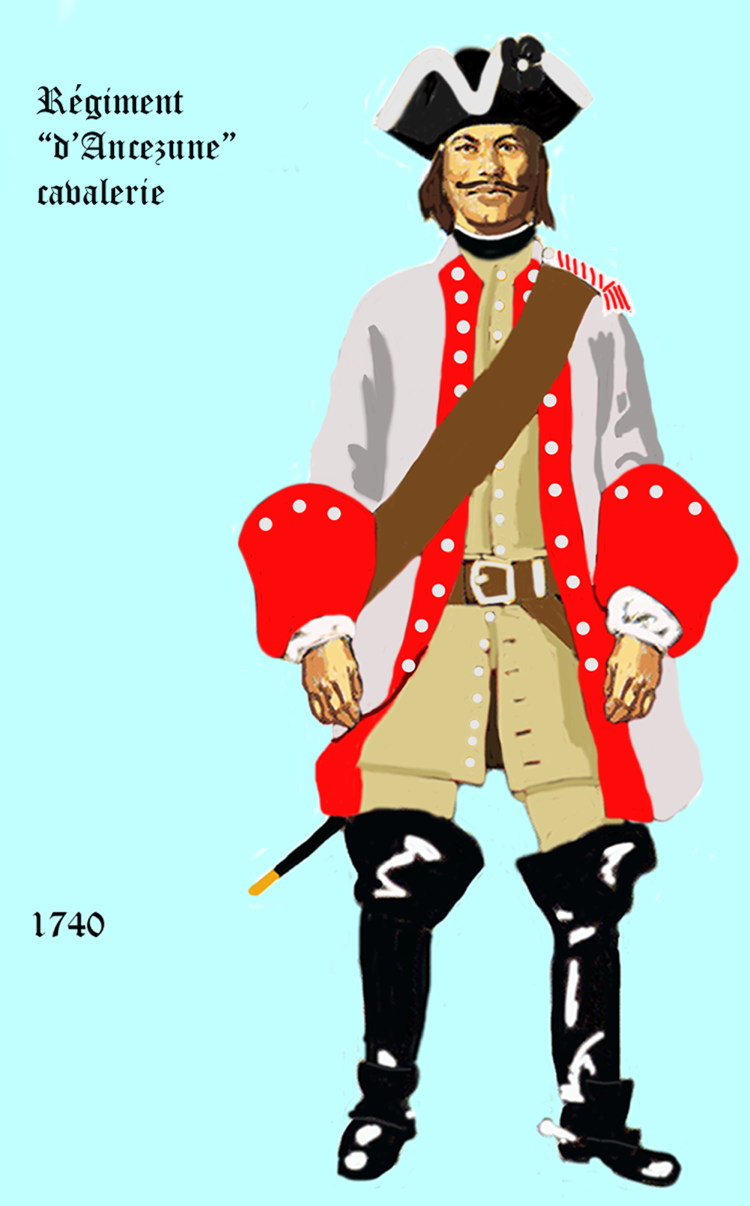
1740 bis 1757
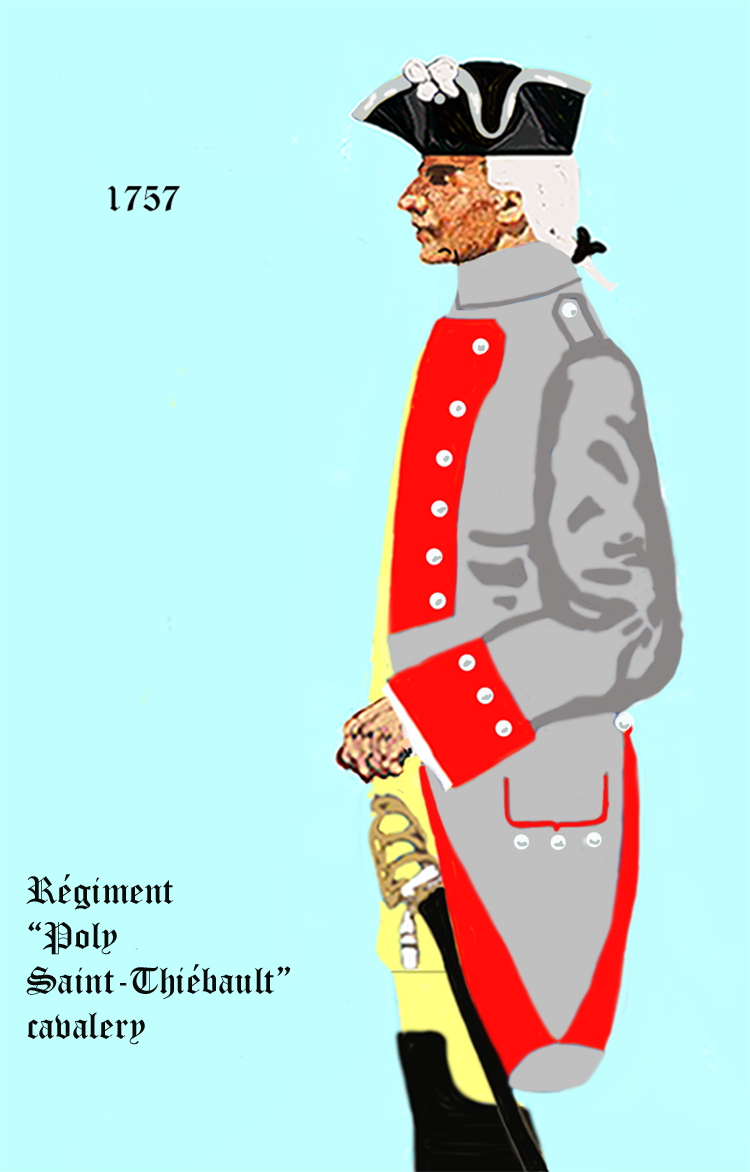
1757 bis 1761

### Mestres de camp-lieutenants, Colonels-lieutenants und Colonels
Mestre de camp war von 1569 bis 1790 die Rangbezeichnung für den Regimentsinhaber und/oder den tatsächlichen Kommandanten eines Kavallerieregiments. Sollte es sich bei dem Mestre de camp um eine Person des Hochadels handeln, die an der Führung des Regiments kein Interesse hatte (wie z. B. der König oder die Königin), so wurde das Kommando dem „Mestre de camp lieutenant“ (oder „Mestre de camp en second“) überlassen.
- 8. Juli 1667: Jean-Baptiste de Cassagnet, marquis de Tilladet
- 1679: Louis-Nicolas Le Tellier de Souvré, marquis de Souvré
- 5. April 1700: Jacques Louis, comte de Beringhen
- 15. März 1718: Louis Armand de Bourbon
- 1. Juni 1727: Nicholas Joseph Balthazar de Langlade, vicomte du Chayla
- 10. März 1734: Joseph André d’Ancezune d’Ormaison de Caderousse, marquis d’Ancezune
- 21. Februar 1740: Charles Yves le Vicomte, chevalier, dann comte du Rumain
- 31. Januar 1749: François Gaspard de Poly-Saint-Thiébaut, comte de Poly

## Heimatgarnison
- Marney

### Kriege, an denen das Regiment teilgenommen hat
- Devolutionskrieg
- Holländischer Krieg
- Reunionskrieg
- Pfälzischer Erbfolgekrieg
- Spanischer Erbfolgekrieg
- Polnischer Thronfolgekrieg
- Österreichischer Erbfolgekrieg
- Siebenjähriger Krieg

Gefecht bei Rhadern